# Ruda (Siedlce)
Pour les articles homonymes, voir Ruda.
Ruda (prononciation : [ˈruda]) est un village polonais de la gmina de Korczew dans le powiat de Siedlce de la voïvodie de Mazovie dans le centre-est de la Pologne.
Il se situe à environ 6 km à l'est de Korczew (siège de la gmina), 36 km au nord-est de Siedlce (siège du powiat) et à 117 km à l'est de Varsovie (capitale de la Pologne).

## Histoire
De 1975 à 1998, le village appartenait administrativement à la voïvodie de Siedlce.

Depuis 1999, il appartient administrativement à la voïvodie de Mazovie